# 聖約翰教堂 (塔林)

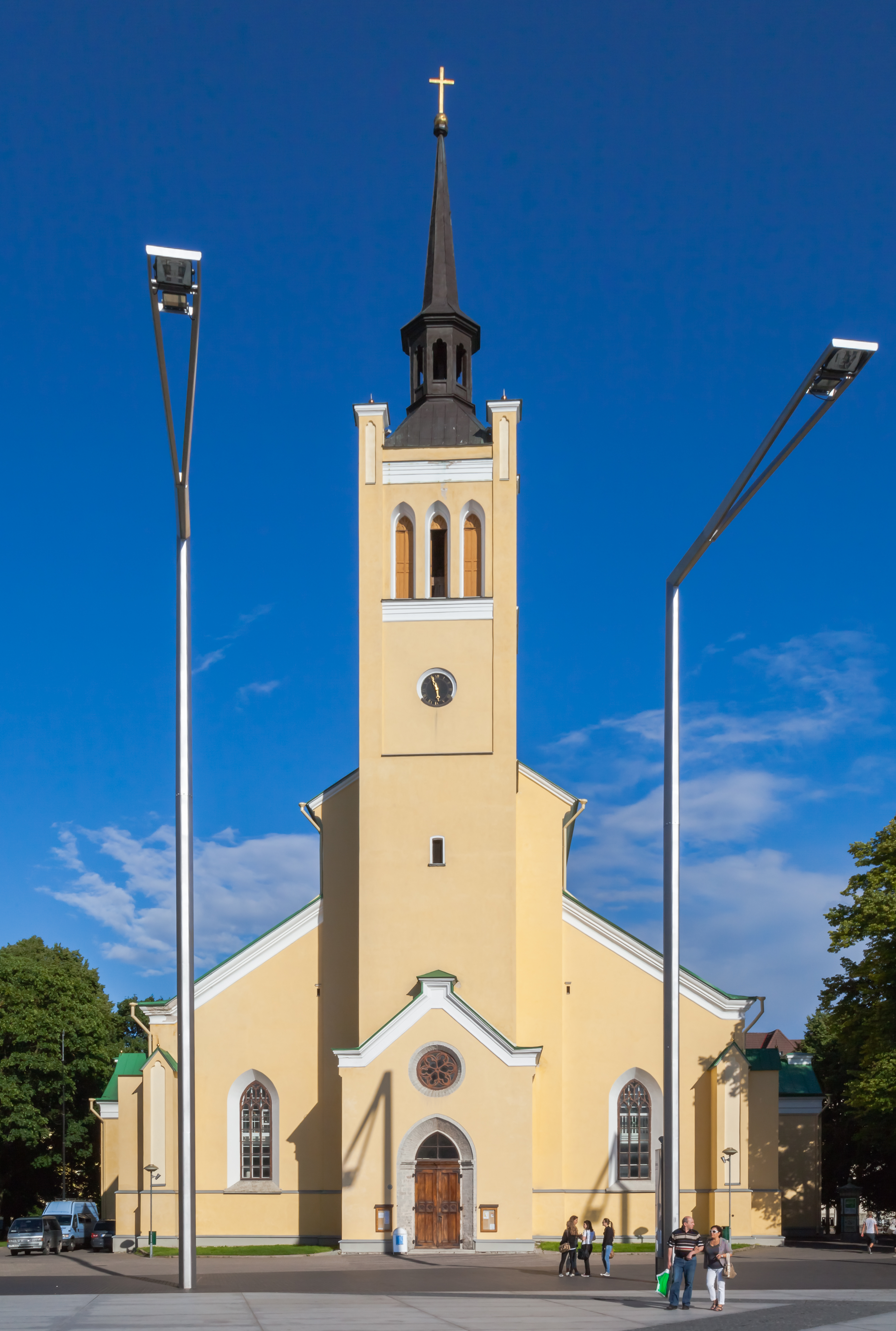

聖約翰教堂是位於愛沙尼亞首都塔林的一座教堂，為信義宗的教堂。教堂始建於1862年，在1867年竣工。教堂外觀為新哥特式建築。自宗教改革以來，路德宗就是愛沙尼亞主要宗教之一。教堂於1862年9月開始建設，在1867年12月17日奉獻。
59°26′01″N 24°44′44″E / 59.43361°N 24.74556°E